# Guckkasten (싱글)
〈Guckkasten〉은 2008년 12월 29일에 발매한 국카스텐의 첫 번째 싱글 음반이다. 정규 음반의 발매에 앞서 수록될 2곡을 디지털 싱글로 선공개하였다. 1집 앨범 Guckkasten에 수록 되어있다.

## 설명
- 타이틀곡 〈거울〉은 거울 속에 비친 자아의 균열과 상실, 혼란들을 노래한 곡으로 중독성 강한 기타 리프가 자극적인 색을 띠는 것이 특징이다.
- 커플링곡인 〈파우스트〉는 괴테의 《파우스트》를 읽고 쓴 곡으로 권태에서 벗어나기 위한 한 남자의 절규를 노래하고있다.

## 수록곡
| #  | 제목         | 작사   | 작곡     | 편곡     | 재생 시간 |
| -- | ------------ | ------ | -------- | -------- | --------- |
| 1. | 〈거울〉     | 하현우 | 국카스텐 | 국카스텐 | 4:44      |
| 2. | 〈파우스트〉 | 하현우 | 국카스텐 | 국카스텐 | 6:26      |